# Praksisfællesskab
 Denne artikel bør gennemlæses af en person med fagkendskab for at sikre den faglige korrekthed.

 Der er for få eller ingen kildehenvisninger i denne artikel, hvilket er et problem. Du kan hjælpe ved at angive troværdige kilder til de påstande, som fremføres i artiklen.

Begrebet praksisfællesskab spiller en central rolle i Etienne Wengers sociale læringsteori. Etienne Wenger definerer læring som deltagelse i et praksisfællesskab. Praksisfællesskaber findes alle vegne og er noget alle mennesker deltager i og har et tilhørsforhold til. Praksisfællesskaber er for eksempel arbejdsmæssige relationer, familie, venner, en madklub eller et virtuelt praksisfællesskab på internettet.
Det er ikke alle interpersonelle relationer der kan kategoriseres som praksisfællesskaber. Et praksisfællesskab er karakteriseret ved tre dimensioner: gensidigt engagement, fælles virksomhed og fælles repertoire.